# Russocampus
Russocampus Tanasevič, 2004 è un genere di ragni appartenente alla famiglia Linyphiidae.

## Distribuzione
L'unica specie oggi nota di questo genere è stata reperita in Russia.

## Tassonomia
A giugno 2012, si compone di una specie:
- Russocampus polchaninovae (Tanasevič, 2004)[3] — Russia